# Phu
Phu (en népalais : फू) est un comité de développement villageois du Népal situé dans le district de Manang. Au recensement de 2011, il comptait 176 habitants.